# Planète Océan (film)
Pour l’article homonyme, voir Planète océan.
Pour plus de détails, voir Fiche technique et Distribution.
Planète Océan est un documentaire sorti en 2012, écrit et réalisé par Yann Arthus-Bertrand et Michael Pitiot.

## Synopsis
Dans ce film composé d'images aériennes et sous-marines,,, Yann Arthus-Bertrand et Michael Pitiot explorent la chaine de la vie dans l'océan de son origine à nos jours. Ce voyage écologique mène au cœur des régions méconnues de la planète et dans les formes de vie les plus étranges. Il explique à quel point tout ce qui vit est lié et mène aussi à l'homme et sa difficile existence sur une planète océan dont il a pris le contrôle. Le film aborde en particulier la problématique de la pêche industrielle, de la pollution et de l'empreinte environnementale, tout en s'interrogeant sur la capacité des hommes à décider de leur propre destinée.

## Fiche technique
- Réalisation : Yann Arthus-Bertrand, Michael Pitiot
- Image : Andy Casagrande, David Hannan, Denis Lagrange, René Heuzey, Paul Wildman
- Musique : Armand Amar
- Narrateur :  Yann Arthus-Bertrand (version française) Josh Duhamel (version américaine) Sharon Mann (version anglaise)

## Diffusion
La première de ce film a lieu à Rio de Janeiro à l'occasion de la Conférence des Nations unies sur le développement durable en 2012. Il bénéficie d'une diffusion internationale à la télévision et sur internet. Tout comme Home, ce long métrage a la particularité d'être diffusé gratuitement auprès du public,.

## Critiques
Ce film a remporté le Best Cinematography Award du Blue Festival de Monterey (Californie, USA)